# Li Junhui
Dans ce nom chinois, le nom de famille, Li, précède le nom personnel.
Li Junhui (chinois simplifié : 李俊慧), né le 10 mai 1995 à Liaoning est un joueur de badminton chinois, spécialiste du double.

## Palmarès

### Jeux olympiques
Lors des Jeux olympiques d'été de 2020 à Tokyo, Li Junhui et Liu Yuchen remportent la médaille d'argent en double hommes en s'inclinant en finale contre les taïwanais Lee Yang et Wang Chi-lin.

### Championnats du monde
Lors de l'édition 2018 des Championnats du monde disputée à Nankin (Chine), il remporte le titre en double hommes, associé à son compatriote Liu Yuchen en battant en finale les japonais Takeshi Kamura et Keigo Sonoda sur le score de 21-12, 21-19.
Lors des Championnats du monde 2019, à Bâle (Suisse), ils obtiennent la médaille de bronze après avoir perdu leur demi-finale face aux japonais Takuro Hoki et Yugo Kobayashi. 

### Championnats d'Asie
Associé à Liu Yuchen en double hommes, il remporte deux fois les championnats d'Asie (2017 (en) et 2018 (en)) et est deux fois médaillé d'argent (2014 (en) et 2016 (en)).

### Par équipes

#### Sudirman Cup
Li Junhui fait partie de l'équipe chinoise lors de la Sudirman Cup 2017 qui se déroule à Gold Coast en Australie. La Chine y décroche une médaille d'argent, défaite en finale par la Corée du Sud. En double hommes avec Liu Yuchen, Li Junhui dispute un match en phase de poule et un autre lors de la demi-finale.

#### Thomas Cup
En 2016, Li Junhui fait partie de l'équipe nationale qui dispute la Thomas Cup à domicile, à Kunshan en Chine. Il dispute 4 rencontres en double hommes, associé à Liu Yuchen ou à Zheng Siwei. La Chine est éliminée par la Corée du Sud dès les quarts de finale.
En 2018, il fait naturellement partie de l'équipe qui se rend en Thaïlande pour prendre part à la compétition. Les Chinois s'imposent en finale 3 à 1 face au Japon. Li Junhui et son partenaire du double hommes Liu Yuchen disputent 5 des 6 rencontres, étant simplement laissés au repos lors du premier match de poule. Lors de la finale, ils donnent le point vainqueur à leur équipe.

### Parcours junior
En catégorie junior, Li Junhui est champion du monde 2013 (en) et champion d'Asie 2013 (en) du double garçons avec Liu Yuchen.

### Tournois
| Année | Épreuve (partenaire)       | Tournoi                     | Catégorie                   | Résultat  |
| ----- | -------------------------- | --------------------------- | --------------------------- | --------- |
| 2018  | Double hommes (Liu Yuchen) | Masters d'Indonésie         | Super 500                   | Finaliste |
| 2017  | Double hommes (Liu Yuchen) | Open d'Indonésie            | BWF Super Series            | Vainqueur |
| 2017  | Double hommes (Liu Yuchen) | Open de Singapour           | BWF Super Series            | Finaliste |
| 2017  | Double hommes (Liu Yuchen) | Open d'Angleterre           | BWF Super Series            | Finaliste |
| 2016  | Double hommes (Liu Yuchen) | Open de Corée du Sud        | BWF Super Series            | Finaliste |
| 2016  | Double hommes (Liu Yuchen) | Open du Japon               | BWF Super Series            | Vainqueur |
| 2016  | Double hommes (Liu Yuchen) | Open de Taïwan              | BWF Grand Prix              | Vainqueur |
| 2015  | Double hommes (Liu Yuchen) | Open du Viêt Nam            | BWF Grand Prix              | Vainqueur |
| 2015  | Double hommes (Liu Yuchen) | Open du Canada              | BWF Grand Prix              | Vainqueur |
| 2015  | Double hommes (Liu Yuchen) | Open des États-Unis         | BWF Grand Prix              | Vainqueur |
| 2015  | Double hommes (Liu Yuchen) | Masters de Chine            | BWF Grand Prix              | Vainqueur |
| 2015  | Double hommes (Liu Yuchen) | Open de Taïwan              | BWF Grand Prix              | Vainqueur |
| 2014  | Double hommes (Liu Yuchen) | Open GPG d'Inde             | BWF Grand Prix              | Vainqueur |
| 2014  | Double hommes (Liu Yuchen) | Open de Nouvelle-Zélande    | BWF Grand Prix              | Finaliste |
| 2013  | Double hommes (Liu Yuchen) | Lingshui China Masters (en) | BWF International Challenge | Finaliste |